# (8772) Minutus
(8772) Minutus (4254 T-2) – planetoida z pasa głównego asteroid okrążająca Słońce w ciągu 3,71 lat w średniej odległości 2,4 au. Odkryta 29 września 1973 roku.